# Francesco Moser
Francesco Moser (Giovo, 19 de junho de 1951) é um ex-ciclista profissional italiano que competia em provas de ciclismo de estrada, sendo um dos principais ciclistas entre meados da década de 1970 a meados da década de 1980. Tem como principais destaques em sua carreira a vitória no Giro d'Italia de 1984 e o Campeonato mundial de 1977. Entre outros feitos destacam-se também três vitórias consecutivas na Paris-Roubaix entre 1978 e 1980, além de vitórias nas provas clássicas.

## Biografia
Sua carreira profissional teve início em 1973 e durou até 1988, período no qual obteve 194 vitórias.
A figura de Moser era intimidadora sobre a bicicleta, no entanto, devido a sua constituição atlética, não era um grande escalador, ainda assim ganhou o Giro d'Italia de 1984, graças a vantagem adquirida nas etapas de contrarrelógio.
En 1984, Francesco Moser bateu o recorde mundial da hora, superando a marca estabelecida por Eddy Merckx em 1972. Este feito foi determinante na popularização das bicicletas aerodinâmicas que começavam a surgir no início dos anos 1980.